# 宗正彰
宗正 彰（むねまさ あきら）は、情報発信による「ブランディング」および「マーケティング」の概念や仕組みを、投信・運用業界に初めて導入した日本の会社員。

## テレビ出演
- Oha!4 NEWS LIVE　（日本テレビ）
- NEWS ZERO　（日本テレビ）
- CLUB 104　（BS朝日）
- ワールドビジネスサテライト　（テレビ東京）
- その他、「経済関連特番」等多数

## ラジオ出演
- 中西哲生のクロノス　コメンテーター　（TOKYO FM/JFN38局）
- 梶原しげるのNEXT ONE　コメンテーター　（JFN38局）
- いまドキッ!!マーケット　パーソナリティ　（TOKYO FM）あなたの未来館・館長として出演
- Blue Ocean　コメンテーター　（TOKYO FM）
- 峰竜太のミネスタ　コメンテーター　（ラジオ日本）
- みんな De 投信 powered by 三井住友アセットマネジメント　パーソナリティ　（TOKYO FM）
- 「日常生活の中の経済」、「身近な経済」に関するコメンテーターとして多数出演